# Московсько-новгородська війна (1477—1478)
Московсько-новгородська війна (1477—1478) — останній військовий конфлікт між Великим князівством Московським та Новгородською Республікою, що відбувався з 9 жовтня 1477 року по 15 січня 1478 року і завершився падінням Новгорода та його повним підкоренням Московією.

## Передумови
Після військового успіху великого князя московського Івана III у другій московсько-новгородській війні, що завершилася розгромом новгородського ополчення в Шелонській битві та підписанням Коростинського миру, Великий Новгород впав у ще більшу залежність від Москви. Новгородський посадник Дмитро Борецький був страчений за наказом великого князя московського і володимирського, а Новгородська республіка передала Москві частину своїх земель, відмовилася від союзу з Великим князем Литовським і королем Польським Казимиром IV і зобов'язалася виплатити московському князю 15,5 тисяч рублів (при тому, що ціна селянських дворів на той час становила два — три рублі). Крім того, Новгород оголошувався вотчиною Івана III, що давало йому право суду над новгородцями.

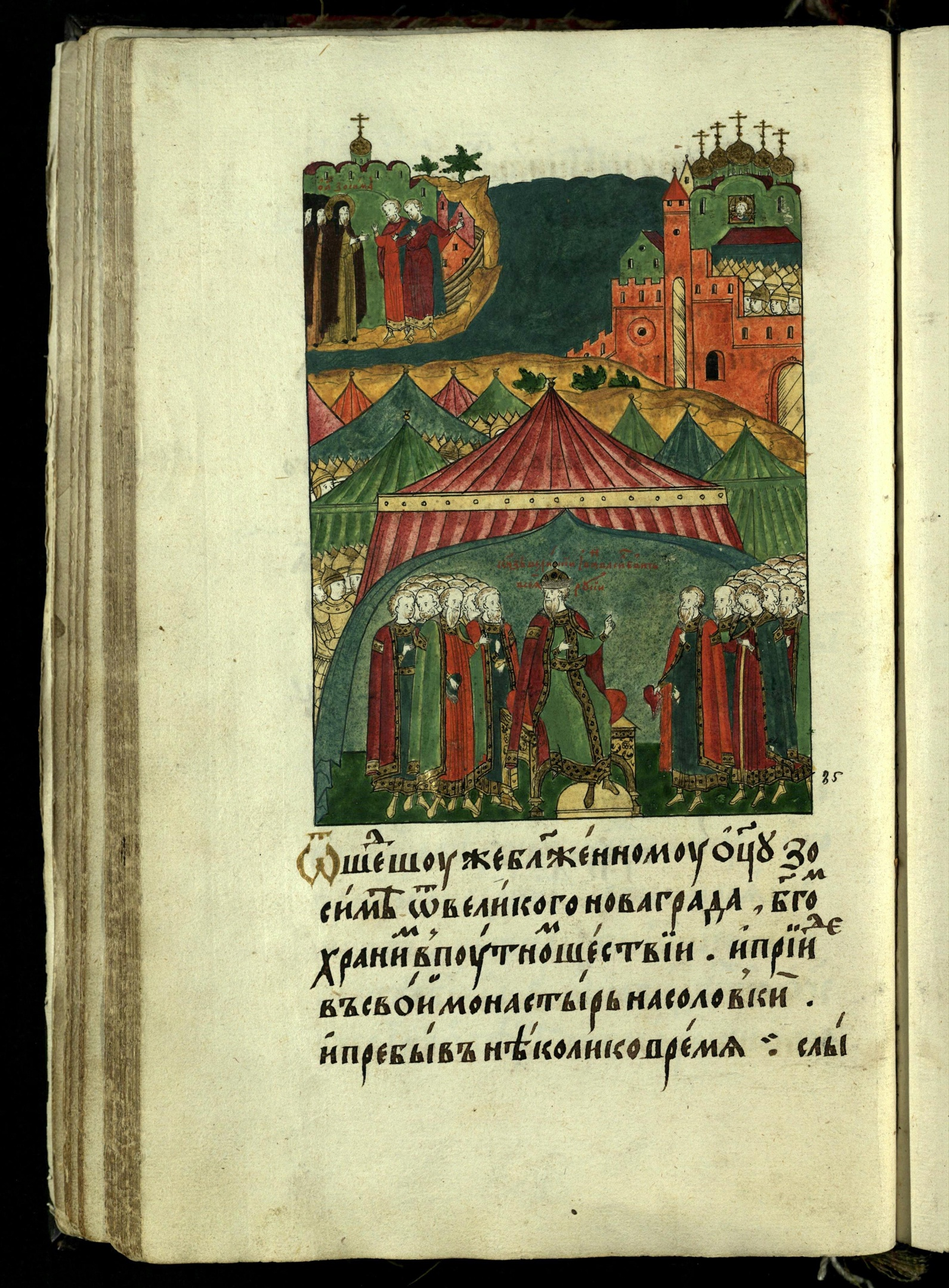
Іван III у військовому таборі під стінами Новгорода, мініатюра 1623 р.

Посилення залежності Новгорода від Москви викликало розбіжності всередині республіки. У 1475 Іван III відправився в поїздку по Новгородській землі. 23 листопада того ж року, супроводжуваний великою кількістю почту, він в'їхав до Новгорода, граючи роль справедливого судді та захисника скривджених. Внаслідок цієї поїздки багато бояр було заарештовано і частково переправлено до Москви. У грудні 1475 Іван III відвідав будинки великих новгородських бояр: Коробова, Казимира, а також багатої боярині Анастасії Григор'євої, однак відмовився відвідувати будинок Марфи Борецької, побоюючись ворожих дій з її боку.
Ситуація досягла критичної фази, коли навесні 1477 новгородські посли, що прибули до Москви, визнали Івана III своїм государем. Це означало беззастережне підпорядкування Новгорода владі Великого князя. У відповідь Іван III зажадав надати право прямого управління Новгородом, ліквідувавши самостійність республіки. Однак, як виявилося, посольство було відправлено з ініціативи не всіх новгородців, а кількох промосковських бояр, які прагнули якнайшвидшого приєднання Новгорода до Москви. Після цього у Новгороді стався розкол: посадські люди підтримали 22[джерело?] ідею приєднання до Москви, а бояри, обстоюючи недоторканність своїх вотчин і прав, виступали за збереження новгородської самостійності. У ході запеклих суперечок на вічі було вбито деяких прихильників Москви, а новгородські посли відмовилися називати Івана III «государем».

## Хід війни

### Початок походу

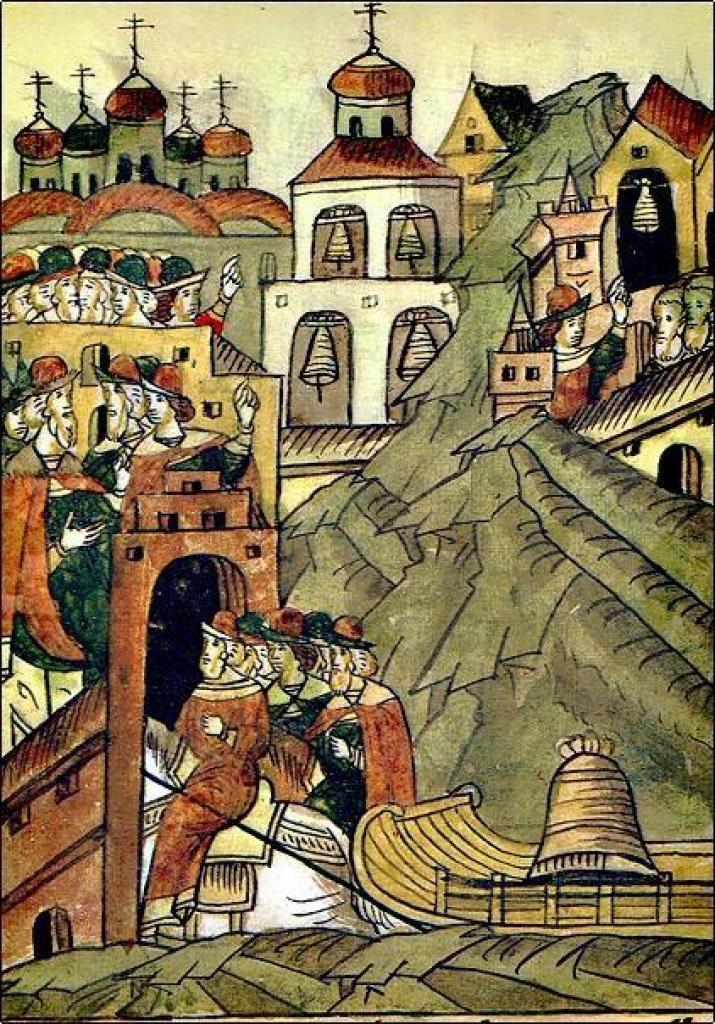
Ввіз вічового дзвону. Мініатюра з Особового Зводу

Іван III ухвалив рішення про початок нового походу в Новгородську землю. 9 жовтня 1477 року московські війська виступили у напрямку Новгорода. Новгородське військо не вийшло із міста. Опір новгородців очолила Марфа Борецька — вдова посадника Ісаака Борецького і мати вбитого в 1471 посадника Дмитра Борецького. Попри те, що де-юре Новгородським посадником був Хома Курятник, багато істориків вважають, що останньою цю посаду обіймала саме Марфа.
27 листопада Великий князь Московський впритул наблизився до Новгорода, але не поспішав його штурмувати. Новгородське військо теж не вийшло із міста.

### Переговори
Щоб полегшити свою долю, новгородці 5 грудня 1477 вступили в переговори з Великим московським князем. Однак Іван III на спробу Новгорода домовитися з ним відповів: " Знайте ж, що в Новгороді не бути ні вічовому дзвону, ні посаднику, а буде одна влада государова, як у країні московської " . Тим часом місто було розколоте надвоє: одні жителі Новгорода були готові захищати його від москвичів, а інші відмовлялися брати участь у відбиття атак московських воїнів. Нестабільність у Новгороді супроводжувалася голодом, що почався. Зрозумівши, що московський правитель налаштований рішуче, новгородці зрештою здалися. 4 січня 1478 Іван III зажадав, щоб йому віддали половину владних і монастирських волостей і всі новоторзькі волості. 6 січня 1478 року новгородські бояри прийняли ці умови, зберігши в такий спосіб свої вотчини. 13 січня 1478 року було оголошено про підпорядкування Новгорода  Великому князю, а 15 січня 1478 року московські війська на чолі з Іваном III вступили до міста.

## Підсумок
Після прибуття у місто московити вислали частину боярських сімей на територію Московського князівства. На знак скасування новгородського віче вічовий дзвін – символ незалежності Новгорода – було відвезено до Москви. Марфа-посадниця в 1479 була відвезена з Новгорода разом з онуком і згодом пострижена в черниці. Іван III наказав конфіскувати землі, що належали Марфі Борецькій, а також вотчини новгородського єпископа та шість великих монастирів. Республіка, що існувала протягом трьох століть, була ліквідована.

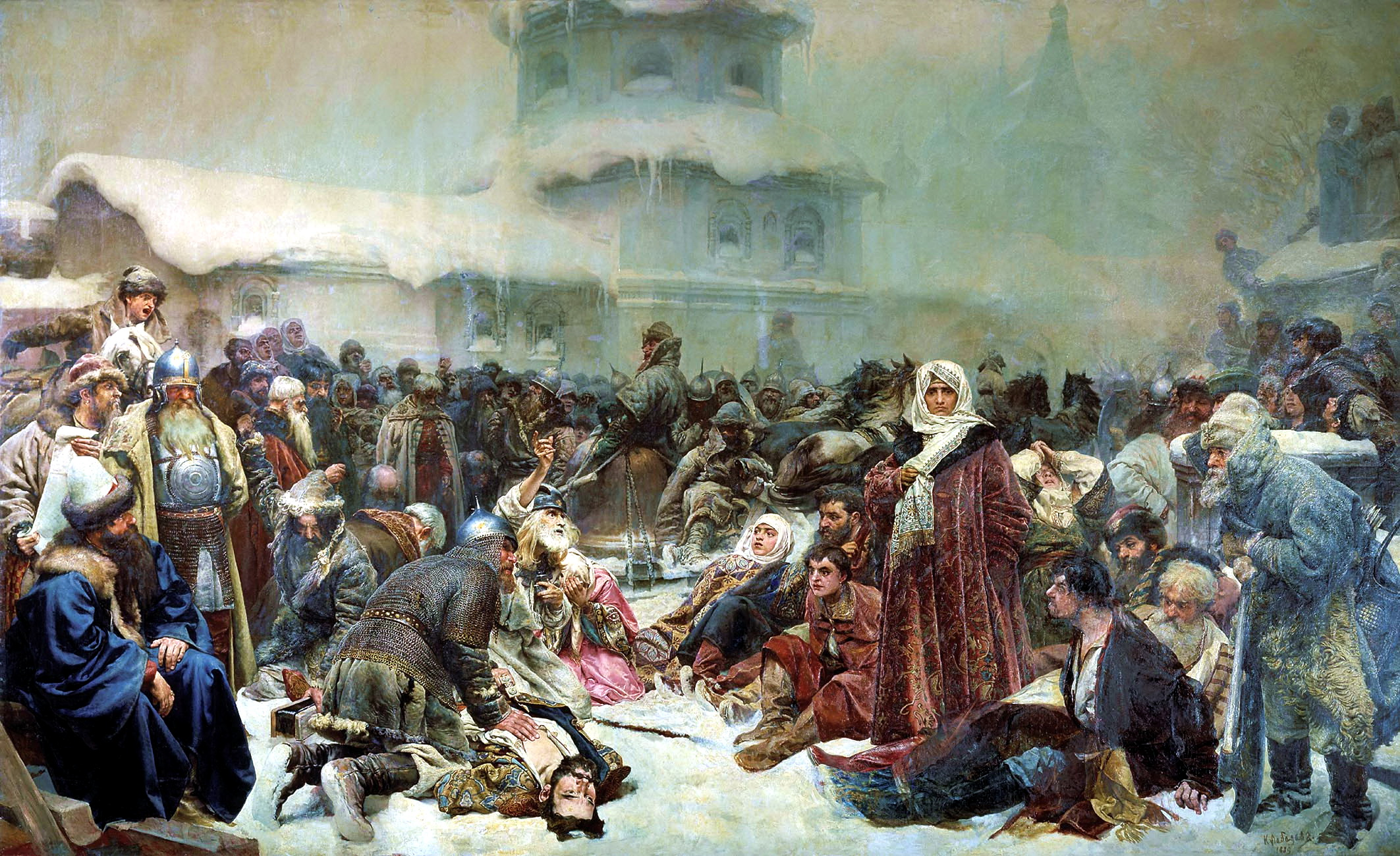
К. В. Лебедєв . «Марфа Посадниця. Знищення новгородського віча».
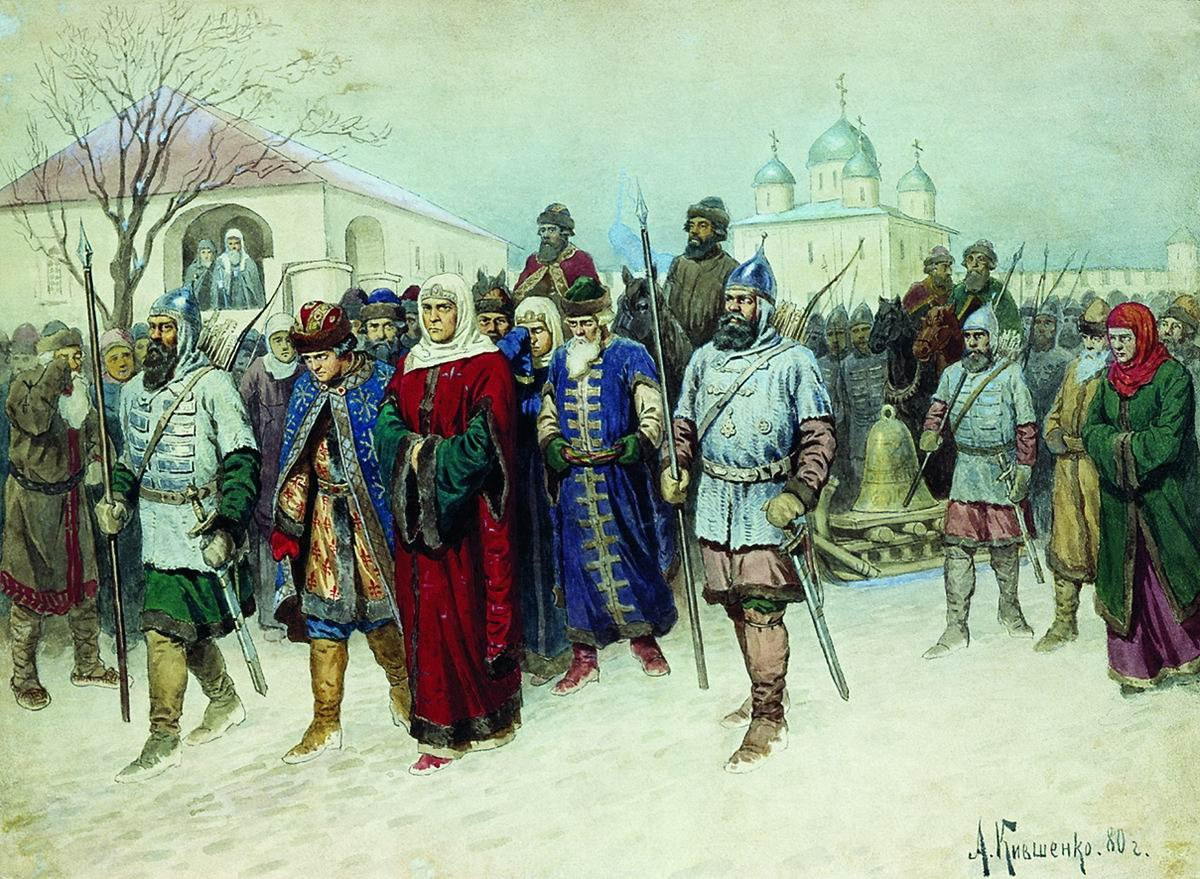
А. Д. Кившенко . «Відправка Марфи Посадниці та вічового дзвону до Москви».